# Liste der Kulturdenkmale in Deutschneudorf

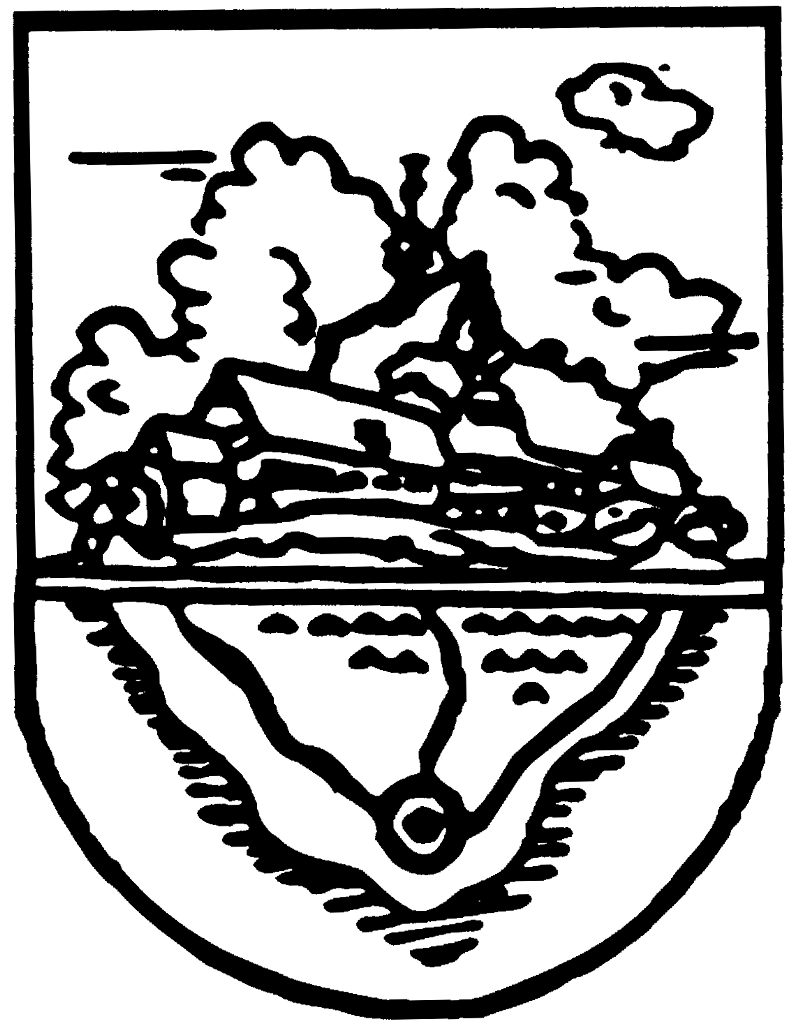
Siegel von Deutschneudorf

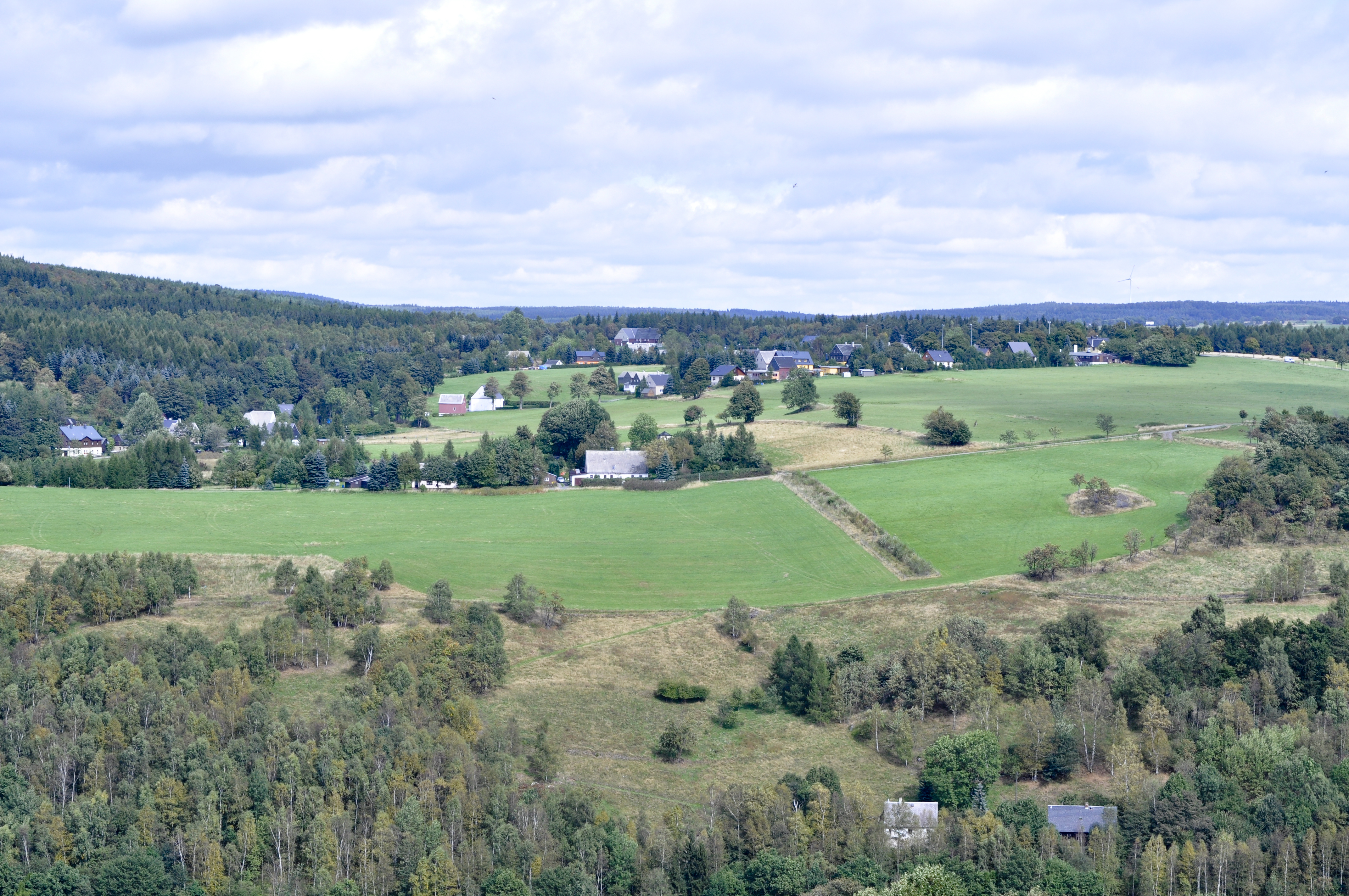
Blick über Deutschneudorf

Die Liste der Kulturdenkmale in Deutschneudorf enthält die Kulturdenkmale in Deutschneudorf.
Diese Liste ist eine Teilliste der Liste der Kulturdenkmale in Sachsen.

## Legende
- Bild: Bild des Kulturdenkmals, ggf. zusätzlich mit einem Link zu weiteren Fotos des Kulturdenkmals im Medienarchiv Wikimedia Commons. Wenn man auf das Kamerasymbol klickt, können Fotos zu Kulturdenkmalen aus dieser Liste hochgeladen werden:
- Bezeichnung: Denkmalgeschützte Objekte und ggf. Bauwerksname des Kulturdenkmals
- Lage: Straßenname und Hausnummer oder Flurstücknummer des Kulturdenkmals. Die Grundsortierung der Liste erfolgt nach dieser Adresse. Der Link (Karte) führt zu verschiedenen Kartendiensten mit der Position des Kulturdenkmals. Fehlt dieser Link, wurden die Koordinaten noch nicht eingetragen. Sind diese bekannt, können sie über ein Tool mit einer Kartenansicht einfach nachgetragen werden. In dieser Kartenansicht sind Kulturdenkmale ohne Koordinaten mit einem roten bzw. orangen Marker dargestellt und können durch Verschieben auf die richtige Position in der Karte mit Koordinaten versehen werden. Kulturdenkmale ohne Bild sind an einem blauen bzw. roten Marker erkennbar.
- Datierung: Baubeginn, Fertigstellung, Datum der Erstnennung oder grobe zeitliche Einordnung entsprechend des Eintrags in der sächsischen Denkmaldatenbank
- Beschreibung: Kurzcharakteristik des Kulturdenkmals entsprechend des Eintrags in der sächsischen Denkmaldatenbank, ggf. ergänzt durch die dort nur selten veröffentlichten Erfassungstexte oder zusätzliche Informationen
- ID: Vom Landesamt für Denkmalpflege Sachsen vergebene, das Kulturdenkmal eindeutig identifizierende Objekt-Nummer. Der Link führt zum PDF-Denkmaldokument des Landesamtes für Denkmalpflege Sachsen. Bei ehemaligen Kulturdenkmalen können die Objektnummern unbekannt sein und deshalb fehlen bzw. die Links von aus der Datenbank entfernten Objektnummern ins Leere führen. Ein ggf. vorhandenes Icon  führt zu den Angaben des Kulturdenkmals bei Wikidata.

## Deutschneudorf
| Bild                                    | Bezeichnung                                                                                                   | Lage                          | Datierung                                   | Beschreibung | ID       |
| --------------------------------------- | --- | ----------------------------- | ------------------------------------------- | --- | -------- |
| Weitere Bilder                          | Ehemalige Schule, heute Museum, mit Nebengebäude und zwei Grenzsteine aufgestellt neben dem Nebengebäude      | Alte Brandleite 5 (Karte)     | vor 1741                                    | Obergeschoss Fachwerk verbrettert, ortsbildprägende und ortshistorische Bedeutung. Großer Fachwerk-Bau, Erdgeschoss massiv, Obergeschoss Fachwerk verbrettert, Krüppelwalmdach. | 09207002 |
| Direkt Bild zu diesem Denkmal hochladen | Wohnhaus | An der Schweinitz 6 (Karte)   | um 1800                                     | Obergeschoss Fachwerk verkleidet, Teil der alten Bebauung entlang der Talstraße, baugeschichtlich von Bedeutung. Erdgeschoss massiv, Obergeschoss Fachwerk verkleidet, 9:4 Achsen, Krüppelwalmdach mit Dachgaupe. | 09207019 |
| Direkt Bild zu diesem Denkmal hochladen | Wohnhaus | Bergstraße 2 (Karte)          | um 1905                                     | Stattlicher, vielgliedriger Massivbau der Zeit um 1900, bauhistorische und ortsbildprägende Bedeutung. In Hanglage errichteter, zweigeschossiger Bau mit breiten Rundbogenfenstern, Dachhaus und Krüppelwalmdach. | 09207014 |
|                                         | Pfarrhaus | Bergstraße 11 (Karte)         | bezeichnet 1800                             | Obergeschoss Fachwerk verschindelt, schönes Segmentbogenportal, geohrte Fenstergewände im Erdgeschoss, das Ortszentrum prägendes Fachwerk-Gebäude in unmittelbarer Nähe zur Kirche, ortsgeschichtlich und baugeschichtlich von Bedeutung. U-förmiger Grundriss, Erdgeschoss massiv, Stichbogenportal mit Schlußstein, originale Fenstergewände (vermutlich Porphyr), Obergeschoss Fachwerk mit Holz (in Ornament aufgebracht) verkleidet, Schopfwalmdach (Schiefer). | 09206999 |
| Weitere Bilder                          | Kirche (mit Ausstattung) und Kirchhof mit Einfriedungsmauer                                                   | Bergstraße 12 (Karte)         | 1734–1736                                   | Barocke Saalkirche mit Dachreiter, ortsbildprägend, baukünstlerischer Wert und ortshistorische Bedeutung. - Klassizistische Saalkirche auf einer Anhöhe über dem Dorf, erbaut 1734–36, restauriert 1986. Verputzter Bruchsteinbau, im Osten und Westen dreiseitig geschlossen. Walmdach mit Dachreiter, dieser mit geschweifter Haube. - Das flachgedeckte Innere vor allem durch die dreiseitige Empore mit der Brüstung aus gedrechselten Holzdocken bestimmt, das zweite Emporengeschoss 1876 abgebrochen. - Klassizistischer Kanzelaltar mit schlanken Holzsäulen, 1876 Einbau der Kanzel. - Taufgestell auf geschweiften Beinen, Anfang 19. Jahrhundert. - Lebensgroßes, gefasstes Kruzifix, bezeichnet 1794. - Beachtenswerter barocker Taufengel mit kunstvoll bewegtem Gewand von Johann Michael Hoppenhaupt I, Anfang 18. Jahrhundert (in den 1920er Jahren aus der Pfarrkirche zu Hainewalde, Kr. Löbau-Zittau/Sachsen I, hierher überführt). - Kleiner barocker Taufengel, 18. Jahrhundert, im 19. Jahrhundert zur Standfigur umgearbeitet. - Jehmlich-Orgel, um 1900 (das Werk 1969 verändert). | 09206998 |
|                                         | Kriegerdenkmal für die Gefallenen des 1. Weltkrieges                                                          | Bergstraße 12 (neben) (Karte) | nach 1918 (Kriegerdenkmal)                  | Ortshistorische Bedeutung. Zirka 2 m großer, grob behauener Granitblock, bezeichnet „Den Opfern der Kriege 1914–1918, 1939–1945“ | 09207018 |
| Direkt Bild zu diesem Denkmal hochladen | Wohnhaus | Bergstraße 25 (Karte)         | 19. Jahrhundert                             | Obergeschoss Fachwerk verbrettert, in der Ortsmitte gelegenes Fachwerkgebäude, Teil der alten Ortsstruktur, baugeschichtlich von Bedeutung. Erdgeschoss massiv, Obergeschoss Fachwerk verbrettert. | 09207005 |
| Direkt Bild zu diesem Denkmal hochladen | Ehemalige Schmiede, heute Seitengebäude eines Bauernhofes                                                     | Bergstraße 36 (Karte)         | Anfang 19. Jahrhundert                      | Eingeschossiger Putzbau, hohes Krüppelwalmdach, Teil der alten Ortsstruktur, ortsgeschichtlich von Bedeutung. Kleiner eingeschossiger Massivbau, Bruchstein, mit tief heruntergezogenem Krüppelwalmdach. | 09207007 |
| Direkt Bild zu diesem Denkmal hochladen | Gedenkstein für den Besuch des österreichischen Kaisers Joseph II.                                            | Bergstraße 44 (bei) (Karte)   | bezeichnet 1766                             | Ortshistorische Bedeutung. Grob behauener Granitstein, bezeichnet „1766“ und (angeblich) „Jos. II.“ | 09207021 |
| Direkt Bild zu diesem Denkmal hochladen | Wohnhaus | Hegertempel 3 (Karte)         | Anfang 19. Jahrhundert                      | Kleiner eingeschossiger Putzbau, steiles Satteldach mit Dachhecht, zeit- und landschaftstypisches Gebäude, sozialgeschichtlich von Bedeutung. Eingeschossiger Bruchsteinbau, verputzt, mit tief heruntergezogenem Schieferdach, Dachhecht. | 09207024 |
| Direkt Bild zu diesem Denkmal hochladen | Wohnhaus | Hegertempel 4 (Karte)         | 2. Hälfte 19. Jahrhundert                   | Obergeschoss Fachwerk verbrettert, zeit- und landschaftstypischer Bau, weitgehend original erhalten, baugeschichtlich von Bedeutung. Erdgeschoss massiv, Obergeschoss Fachwerk verbrettert, Giebel zum Teil verkleidet. | 09207025 |
| Direkt Bild zu diesem Denkmal hochladen | Wohnhaus | Obere Häuser 15 (Karte)       | 1. Hälfte 19. Jahrhundert                   | Kleines Fachwerk-Wohnhaus, zeit- und landschaftstypisches Gebäude, baugeschichtlich von Bedeutung. Erdgeschoss massiv, Obergeschoss Fachwerk verbrettert und verkleidet. | 09207023 |
| Direkt Bild zu diesem Denkmal hochladen | Wohnstallhaus (mit integriertem Scheunenteil) eines Bauernhofes                                               | Obere Häuser 21 (Karte)       | um 1800                                     | Zeit- und landschaftstypischer Fachwerkbau, weitgehend original erhalten, von baugeschichtlicher und landschaftsprägender Bedeutung. L-förmiger Grundriss, Erdgeschoss massiv, Obergeschoss Fachwerk verbrettert, Scheunenanbau aus Holz. | 09207022 |
| Direkt Bild zu diesem Denkmal hochladen | Wohnstallhaus eines ehemaligen Dreiseithofes                                                                  | Salzweg 3 (Karte)             | 18. Jahrhundert                             | Obergeschoss Fachwerk verbrettert, breit gelagertes Bauernhaus, Teil der alten Ortsstruktur, baugeschichtlich von Bedeutung. Erdgeschoss massiv, durch Garageneinbau verändert, Obergeschoss Fachwerk verbrettert, Giebel mit Schmuckbretterung, Satteldach. | 09207004 |
| Direkt Bild zu diesem Denkmal hochladen | Grenzstein an der Straße zwischen Deutschneudorf und Deutscheinsiedel                                         | Talstraße (Karte)             | bez. 1788 (Grenzstein)                      | ortshistorische Bedeutung | 09206996 |
| Direkt Bild zu diesem Denkmal hochladen | Grenzstein an der Straße zwischen Deutschneudorf und Deutscheinsiedel                                         | Talstraße (Karte)             | bezeichnet 1788                             | Ortshistorische Bedeutung. Umgestürzter, zirka 2 m langer Sandsteinblock am Bach, bezeichnet „AFB 1788“, zirka 150 m von dem Stein an der Straße entfernt, wohl Hinweis auf die Grundstücksgrenze von A. F. Breuer oder A. F. Biedermann. | 09207001 |
| Direkt Bild zu diesem Denkmal hochladen | Ehemaliges Postamt, heute Wohnhaus                                                                            | Talstraße 16 (Karte)          | 1904                                        | Stattlicher, ortsbildprägender, historisierender Putzbau, Dachgeschoss verbrettert, ortsentwicklungsgeschichtlich von Bedeutung. Über hohem Sockel zweigeschossig, sehr breit gelagert, kräftige, rosa abgesetzte Gesimse und Gewände, ausgebautes Dachgeschoss mit Fachwerkzier, Dachhäuschen. | 09207020 |
| Direkt Bild zu diesem Denkmal hochladen | Wohnhaus eines Bauernhofes                                                                                    | Talstraße 33 (Karte)          | 18. Jahrhundert                             | Obergeschoss Fachwerk verbrettert, zeit- und landschaftstypisches Gebäude, baugeschichtlich von Bedeutung. Erdgeschoss massiv, Obergeschoss Fachwerk verbrettert. | 09207016 |
| Direkt Bild zu diesem Denkmal hochladen | Ehemaliges Fabrikantenwohnhaus und Toranlage zum Grundstück                                                   | Talstraße 35 (Karte)          | 1901–1902                                   | Zeittypischer Putzbau mit Klinkergliederungen, erbaut für den Fabrikanten Max Brückner (Holzwarenfabrik Deutschneudorf), später Teil der Möbelfabrik Lindner & Reymann, baugeschichtlicher Wert und ortshistorische Bedeutung. Denkmaltext: Wohnhaus in offener Bebauung, 1901/02 errichtet für den Besitzer der Holzwarenfabrik Deutschneudorf, Max Brückner, Bauleitung und -ausführung Heinrich Schmerler, Deutschneudorf, später wurde Oscar Lindner (Holzwarenfabrik Lindner&Reymann "Saxonia") Eigentümer des Gebäudes. Das zweigeschossige, straßenseitig eingefriedete Haus ist ein massiver Graupen-Putzbau, Elemente wie Simse, Bänder und Eckquaderung bestehen aus Verblendklinkermauerwerk und gliedern die Fassaden ausgewogen. Die Hauptfassade zur Straße zeigt sechs Achsen, die beiden mittleren stehen risalitartig vor und leiten im Dachgeschoss zu einem Zwerchhaus über. Ein mäßig geneigtes Satteldach mit Überstand zeigt den Einfluss des zeitgenössischen Schweizerstils. Die Hauseingangstür in Neurenaissanceformen und mit schmiedeeisernen Ziergittern ist noch original. Im Inneren haben sich die räumlichen Strukturen aus der Erbauungszeit weitgehend erhalten. Ursprünglich sind auch die Wohnungseingangstüren und ein farbiger, ornamentierter Fliesenfußboden im Treppenhaus. Über seine allgemeine baugeschichtliche Relevanz hinaus dokumentiert der Bau die Entwicklung Deutschneudorfs in der Zeit um 1900. Durch den wirtschaftlichen Aufschwung veränderte sich auch hier das Ortsbild und die traditionelle Bauweise wurde – bedingt durch die Veränderung der Wirtschaftsformen – abgelöst von einer städtisch beeinflussten Architektur, die auch das Repräsentationsbedürfnis der Bauherrn verdeutlicht. (LfD/2015). Stattlicher, zweigeschossiger Massivbau mit rot abgesetzter, aufwendiger Backsteingliederung, leicht vorgezogener Mittelrisalit mit Dreieckgiebel, zweiflügliges schmiedeeisernes Tor. | 09207015 |
| Direkt Bild zu diesem Denkmal hochladen | Wohnhaus | Talstraße 54 (Karte)          | 1908 laut Bauakte                           | Historisierender Putzbau mit Balkons und verschieferten Giebeln, erbaut für den Fabrikanten Max Brückner (Holzwarenfabrik Deutschneudorf), vermutlich Angestellten-Wohnhaus, später Teil der Möbelfabrik Lindner & Reymann (Holzwaren-Fabriken »Saxonia«), baugeschichtlicher Wert und ortsgeschichtliche Bedeutung. Denkmaltext: Wohnhaus, erbaut 1908 von Heinrich Schmerler für den Fabrikanten Max Brückner (Holzwarenfabrik Deutschneudorf), vermutlich als Angestellten-Wohnhaus, später Teil der Möbelfabrik Lindner & Reymann (Holzwaren-Fabriken »Saxonia«), baugeschichtlicher Wert und ortsgeschichtliche Bedeutung. Der historisierende zweigeschossige Putzbau mit Einflüssen des zeitgenössischen Schweizerstils liegt erhöht über einem rechteckigen Grundriss, wobei die mittleren Achsen der Rundbogenfenster zum Einbau von Loggien (Balkons) eingezogen sind. So entstanden zwei Risalite, die in verschieferten Dreiecksgiebeln in Fachwerkkonstruktion und mit Dachüberständen enden. Die Fenster sind mit geputzten Halbbögen ornamentiert, zusätzlich sind Eckquaderungen vorhanden. (LfD/2015). Erhöht gelegener zweigeschossiger Massivbau über H-förmigem Grundriss, zwei Eckgiebel zur Straße, Eckquaderung, Giebel verschiefert, breite Rundbogenfenster, zwei Balkone mit schöner Balustrade, darüber Zierbogen. | 09207012 |
| Direkt Bild zu diesem Denkmal hochladen | Ehemaliges Mühlengebäude mit Mühltentechnik (Wasserkraftdrehwerk) sowie Mühlgraben und –teich (Hintere Mühle) | Talstraße 60 (Karte)          | Um 1800 (Mühle); 1939 (Wasserkraftdrehwerk) | Mit oberschlächtigem Wasserrad, von technikgeschichtlicher Bedeutung | 09206997 |
| Direkt Bild zu diesem Denkmal hochladen | Gedenkstein für drei durch Blitzschlag getötete Geschwister                                                   | Wolfstempel 4 (neben) (Karte) | Um 1888                                     | Ortshistorische Bedeutung | 09207009 |

## Deutscheinsiedel
| Bild                                    | Bezeichnung                                                                                | Lage                              | Datierung                 | Beschreibung | ID       |
| --------------------------------------- | ------------------------------------------------------------------------------------------ | --------------------------------- | ------------------------- | --- | -------- |
| Direkt Bild zu diesem Denkmal hochladen | Wohnstallhaus                                                                              | Brüderwiese 2 (Karte)             | 1780                      | Obergeschoss Fachwerk verbrettert, landschaftsprägender Bau, baugeschichtlich von Bedeutung. Erdgeschoss massiv, Obergeschoss Fachwerk verbrettert, Walmdach (Dachpappe). | 09206995 |
| Direkt Bild zu diesem Denkmal hochladen | Herrenhaus (Nr. 12) und Nebengebäude (Nr. 12a) eines ehemaligen Hammerwerkes               | Brüderwiese 12; 12a (Karte)       | bezeichnet 1713           | Beide Gebäude mit Fachwerk-Obergeschoss, altertümliche Konstruktion mit Kopfstreben, von ortsbildprägender, ortshistorischer und technikgeschichtlicher Bedeutung. - Herrenhaus: Zweigeschossig, Obergeschoss Fachwerk mit Kopfbändern, Walmdach mit Schieferdeckung. - Seitengebäude: Erdgeschoss massiv, Obergeschoss Fachwerk mit Kopfbändern, Satteldach. | 09206994 |
| Direkt Bild zu diesem Denkmal hochladen | Wohnstallhaus und daran angebaute Scheune eines Bauernhofes                                | Deutschneudorfer Straße 4 (Karte) | 2. Hälfte 18. Jahrhundert | Obergeschoss Fachwerk verbrettert, bedeutender Fachwerkbau mit zahnschnittprofiliertem Schwellbalken, sehr guter Originalzustand, landschaftsprägende Lage, baugeschichtlich von Bedeutung. - Wohnhaus: Erdgeschoss massiv, Obergeschoss zum Teil in Fachwerk, Satteldach, vorkragendes Obergeschoss mit sichtbaren Balkenköpfe, mit Zahnschnitt profilierter Schwellbalken. - Scheune: Holzkonstruktion. | 09206990 |
|                                         | Ehemaliges Zollhaus, heute Wohnhaus                                                        | Neuhausener Straße 1 (Karte)      | um 1930                   | Obergeschoss verbrettert, im Heimatstil, ortsbildprägender Bau, ortsgeschichtlich von Bedeutung. Langgestreckter, zweigeschossiger Massivbau, 9:3 Achsen, Walmdach (Schieferdeckung), Dachgaupe. | 09206976 |
| Direkt Bild zu diesem Denkmal hochladen | Wohnhaus und Seitengebäude                                                                 | Neuhausener Straße 7 (Karte)      | 2. Hälfte 19. Jahrhundert | Ländliches Wohnhaus mit intaktem Fachwerkobergeschoss, Giebel verschindelt, zeit- und landschaftstypisch, baugeschichtlich von Bedeutung. Zweigeschossig, Erdgeschoss massiv, Obergeschoss Fachwerk (verkleidet), Schopfwalmdach, eingeschossiges Nebengebäude aus Bruchsteinen errichtet. | 09206978 |
| Weitere Bilder                          | Auferstehungskirche mit Ausstattung                                                        | Neuhausener Straße 12 (Karte)     | 1903–1905                 | Saalkirche mit eingezogenem Chor und Südwestturm, im historisierenden Stil (Rundbogenstil des 19. Jahrhunderts) mit Anklängen an den Heimatstil, baukünstlerischer Wert und ortshistorische Bedeutung. - Einschiffiger Kirchenbau in Jugendstilformen, 1905 nach Plänen von Woldemar Kandler errichtet. Restaurierung 1980–90. Verputzter Bruchsteinbau, der eingezogene Chor mit 5/10-Schluss, Turm an der Südwestseite. - Das Innere mit ungewöhnlicher Deckenkonstruktion in der Art eines offenen Dachstuhls, runder Triumphbogen zum gratgewölbten Chor. Eingeschossige Emporen an der Süd- und Westseite. - Neubarocke Ausstattung aus der Erbauungszeit. Die Ölgemälde an Altar (Himmelfahrt) und Kanzel (Predigender Christus) von Wilhelm Walther aus Dresden. - Jehmlich-Orgel mit ungewöhnlichen Prospekt, die Holzpfeifen ornamental bemalt (das Werk 1990/1991 verändert). | 09206979 |
| Direkt Bild zu diesem Denkmal hochladen | Kriegerdenkmal für die Gefallenen des Deutsch-Französischen Krieges 1870/71 vor der Kirche | Neuhausener Straße 12 (Karte)     | Nach 1871                 | Ortshistorische Bedeutung. Für Gefallene 1870/71, (Schrift ist verwittert), Sandstein, gestaffelter Sockel mit Sandsteinobelisk, Lorbeerkranz. | 09307425 |
| Direkt Bild zu diesem Denkmal hochladen | Wohnhaus                                                                                   | Neuhausener Straße 13 (Karte)     | Mitte 19. Jahrhundert     | Fachwerk-Obergeschoss verbrettert, Teil der alten Ortsstruktur, in markanter Lage gegenüber der Dorfkirche, baugeschichtlich von Bedeutung. Erdgeschoss massiv, zum Teil überformt, Obergeschoss Fachwerk verbrettert, Krüppelwalmdach (Schiefer). | 09206980 |
| Direkt Bild zu diesem Denkmal hochladen | Forsthaus, Seitengebäude, Scheune und Torbogen eines Forsthofes sowie Sonnenuhr            | Neuhausener Straße 23 (Karte)     | bezeichnet 1913           | Großer Gebäudekomplex in markanter Lage am Ortseingang, von ortsgeschichtlicher Bedeutung. - Forsthaus: Zweigeschossiger Massivbau, Obergeschoss verbrettert, Schopfwalmdach mit Dachhaus, Schieferdeckung, - Scheune: Holzscheune mit Satteldach, Nebengebäude: eingeschossiger Massivbau, früher zum Teil als Stall genutzt. - Sonnenuhr: An Gebäudeecke Nebengebäude, aus Holz. | 09206981 |
| Direkt Bild zu diesem Denkmal hochladen | Wohnstallhaus, daran angebautes Seitengebäude und zwei Scheunen eines Bauernhofes          | Neuhausener Straße 34 (Karte)     | Anfang 19. Jahrhundert    | Bäuerliches Anwesen mit original erhaltenem Fachwerk-Wohnstallhaus, ortsbildprägende Lage, baugeschichtlich von Bedeutung. - Wohnstallhaus: Zweigeschossig, Erdgeschoss massiv, Obergeschoss Fachwerk, verbrettert, Satteldach. - Scheunen: Holzkonstruktionen, Satteldach, in einer Scheune wurde ein alter Holzbalken (bezeichnet 1722) verbaut. | 09206982 |
| Direkt Bild zu diesem Denkmal hochladen | Wohnhaus, Seitengebäude und Scheune eines Bauernhofes                                      | Neuhausener Straße 35 (Karte)     | um 1820                   | Obergeschoss Fachwerk verbrettert, in weitgehendem Originalzustand erhaltenes Fachwerk-Wohnhaus, Teil der alten Ortsstruktur, baugeschichtlich von Bedeutung. Zweigeschossig, Obergeschoss Fachwerk verbrettert, Satteldach, Erdgeschoss mit Überformungen. | 09206983 |
| Direkt Bild zu diesem Denkmal hochladen | Wohnhaus                                                                                   | Neuhausener Straße 40 (Karte)     | bezeichnet 1908           | Obergeschoss Fachwerk verbrettert, in landschaftsprägender Lage stehendes Wohnhaus mit markantem Fußwalmdach, ortshistorisch und baugeschichtlich von Bedeutung. L-förmiger Grundriss, Erdgeschoss massiv, Obergeschoss Fachwerk verbrettert, Schieferdach, Kartuschen mit Wappen im Obergeschoss. | 09207000 |
| Direkt Bild zu diesem Denkmal hochladen | Wohnhaus                                                                                   | Reihe 6 (Karte)                   | 18. Jahrhundert           | Ländlicher eingeschossiger Massivbau, Satteldach mit Dachhecht, sozialgeschichtlich von Bedeutung. Eingeschossiger Massivbau, Satteldach mit Hechtgaupe. | 09206988 |
| Direkt Bild zu diesem Denkmal hochladen | Wohnhaus und Scheune eines Zweiseithofes                                                   | Reihe 17 (Karte)                  | Anfang 19. Jahrhundert    | Wohnhaus Obergeschoss Fachwerk verbrettert, Holzscheune, Teil der ursprünglichen Ortsstruktur, baugeschichtlich von Bedeutung. - Wohnhaus: Erdgeschoss massiv, Obergeschoss Fachwerk verbrettert, Satteldach (Dachpappe), im Obergeschoss einige breite Fenster. - Scheune: Holzkonstruktion. | 09206985 |
| Direkt Bild zu diesem Denkmal hochladen | Wohnhaus und Scheune eines Bauernhofes                                                     | Seiffener Straße 19 (Karte)       | Anfang 19. Jahrhundert    | Kleines eingeschossiges Bauernhaus, Putzbau mit Krüppelwalmdach, Scheune verbrettert, in landschaftsprägender Lage, baugeschichtlich von Bedeutung. Eingeschossiger Massivbau, Schopfwalmdach, Scheune in Holzkonstruktion, Schopfwalmdach. | 09206986 |

## Deutschkatharinenberg
| Bild                                    | Bezeichnung                                                                                               | Lage                                   | Datierung                  | Beschreibung | ID       |
| --------------------------------------- | --- | -------------------------------------- | -------------------------- | --- | -------- |
| Direkt Bild zu diesem Denkmal hochladen | Wohnhaus                                                                                                  | An der Hohle 11 (Karte)                | Mitte 19. Jahrhundert      | Obergeschoss Fachwerk verbrettert, völlig frei stehendes Wohnhaus, einziges Denkmal im oberen Ortsteil, baugeschichtlich von Bedeutung | 09207033 |
| Direkt Bild zu diesem Denkmal hochladen | Wohnhaus                                                                                                  | Deutschkatharinenberg 5 (Karte)        | um 1880                    | Stattliches, massives Gebäude in ortsbildprägender Lage, zeittypische Putzfassade, ortsentwicklungsgeschichtlich von Bedeutung. Über hohem Sockel zweigeschossig, zurückhaltende Putzgliederung, breites Gesims, leicht vorspringender, breiter Mittelrisalit mit Dreieckgiebel.                                                                             | 09207032 |
| Direkt Bild zu diesem Denkmal hochladen | Wohnhaus                                                                                                  | Deutschkatharinenberg 7 (Karte)        | Ende 19. Jahrhundert       | Stattliches massives Wohnhaus in bildprägender Lage, zeittypische, reich gegliederte Putzfassade, baugeschichtlich von Bedeutung. Zweigeschossig, Eckquaderung, kräftig profilierte Gesimse und Gewände, leicht vorspringender Mittelrisalit im Dreieckgiebel.                                                                                               | 09207031 |
|                                         | Wohnhaus, daran angebautes Seitengebäude und Scheune eines Dreiseithofes, sowie Toreinfahrt und Sonnenuhr | Deutschkatharinenberg 11 (Karte)       | 2. Hälfte 19. Jahrhundert  | Malerisch gelegener Fachwerk-Bauernhof, weitgehend original erhaltene, zeit- und landschaftstypische Baugruppe, baugeschichtlich von Bedeutung. - Wohnhaus: Erdgeschoss massiv, Obergeschoss und Giebel Fachwerk, Sonnenuhr, - Stall: Erdgeschoss massiv, Obergeschoss Fachwerk, Dachhecht, - Scheune: Holzkonstruktion, alle Gebäude sind aneinandergebaut. | 09207030 |
| Direkt Bild zu diesem Denkmal hochladen | Dampfmaschine                                                                                             | Deutschkatharinenberg 14 (Karte)       | 1922                       | Liegende 250-PS-Einzylinderdampfmaschine, technikgeschichtliches Denkmal. | 09207034 |
| Direkt Bild zu diesem Denkmal hochladen | Wohnhaus, ehemalige Schmelze                                                                              | Deutschkatharinenberg 16 (Karte)       | 18. Jahrhundert oder älter | Großes Fachwerk-Wohnhaus, zeit- und landschaftstypischer Bau, von ortsgeschichtlicher Bedeutung. Erdgeschoss Bruchstein verputzt, Obergeschoss und Giebel Fachwerk verbrettert, Giebel mit Zierverbretterung. | 09207029 |
| Direkt Bild zu diesem Denkmal hochladen | Ehemaliges Pochwerk, heute Wohnhaus                                                                       | Deutschkatharinenberg 18 (Karte)       | wohl 18. Jahrhundert       | Obergeschoss Fachwerk verbrettert, Giebel verschindelt, zeit- und landschaftstypischer Bau, weitgehend original erhalten, ortsgeschichtlich von Bedeutung. L-förmiger, an der Kreuzung gelegener Fachwerk-Bau, Erdgeschoss Bruchstein verputzt, Obergeschoss und Giebel verbrettert, Giebel mit Zierverbretterung.                                           | 09207028 |
| Direkt Bild zu diesem Denkmal hochladen | Halde der ehemaligen Fortunagrube                                                                         | Deutschkatharinenberg 23 (bei) (Karte) | 18. Jahrhundert und älter  | Bergbauhistorische Bedeutung. | 09207035 |

## Oberlochmühle
| Bild           | Bezeichnung                              | Lage                    | Datierung                 | Beschreibung | ID       |
| -------------- | ---------------------------------------- | ----------------------- | ------------------------- | --- | -------- |
| Weitere Bilder | Ehemalige Eisenbahnbrücke                | Oberlochmühle (Karte)   | 2. Hälfte 19. Jahrhundert | Verkehrshistorische und ortsbildprägende Bedeutung. Stattliche langgestreckte Steinbrücke mit acht weitgespannten Bogen, Straßenüberquerung ist abgebrochen. | 09207037 |
|                | Ehemaliges Mühlenwohnhaus, mit Mühlteich | Oberlochmühle 2 (Karte) | Kern 17. Jahrhundert      | Obergeschoss zum Teil Fachwerk verbrettert, Gebäude Keimzelle der Ortslage, baugeschichtlicher und ortsgeschichtlicher Wert. Erdgeschoss massiv, Obergeschoss zum Teil massiv, zum Teil Fachwerk verbrettert, ebenso Giebel, innen mit Resten einer Schwarzen Küche, ehemals wohl Bäckerei. | 09207040 |